# Weniamin Leontjewitsch Metenkow

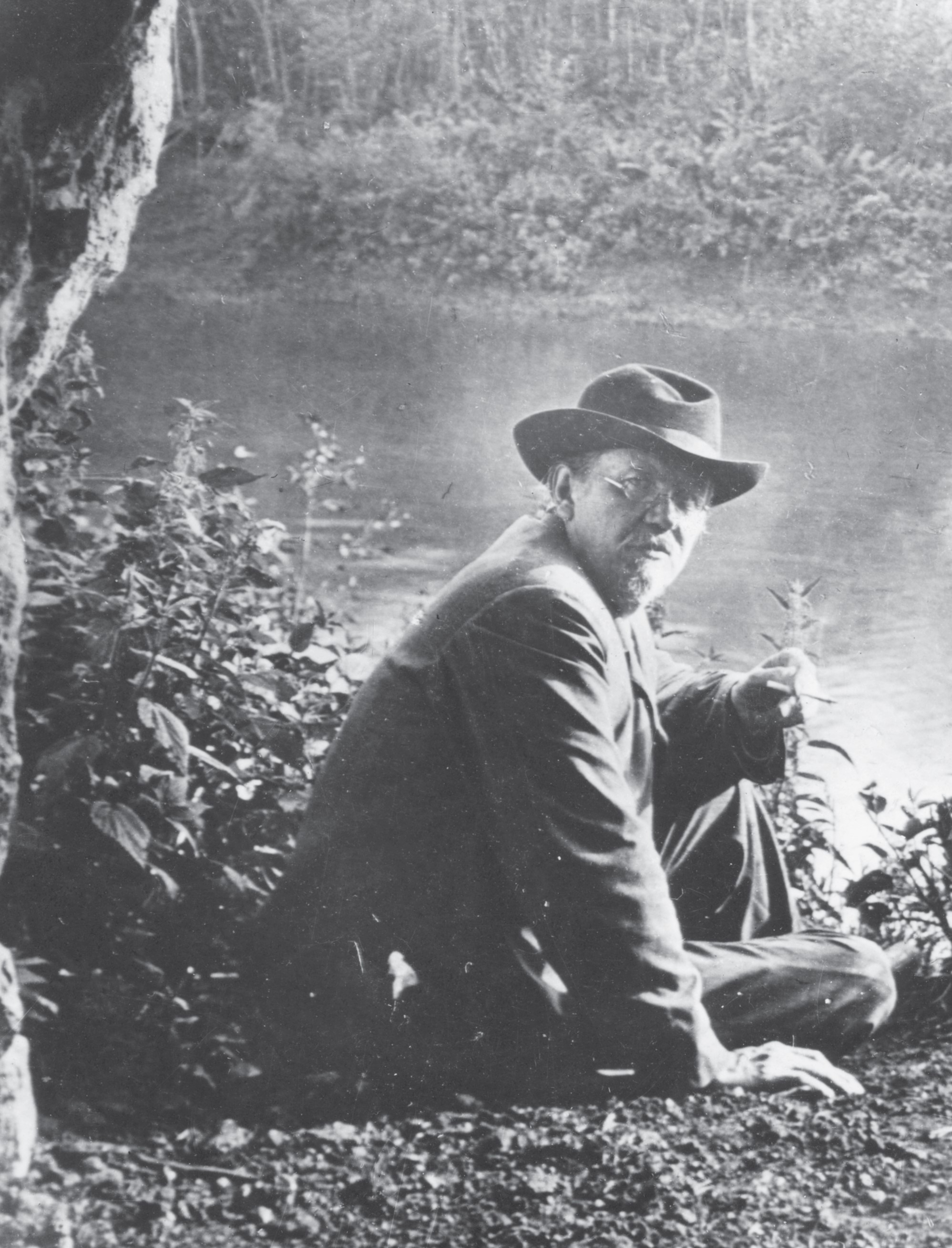

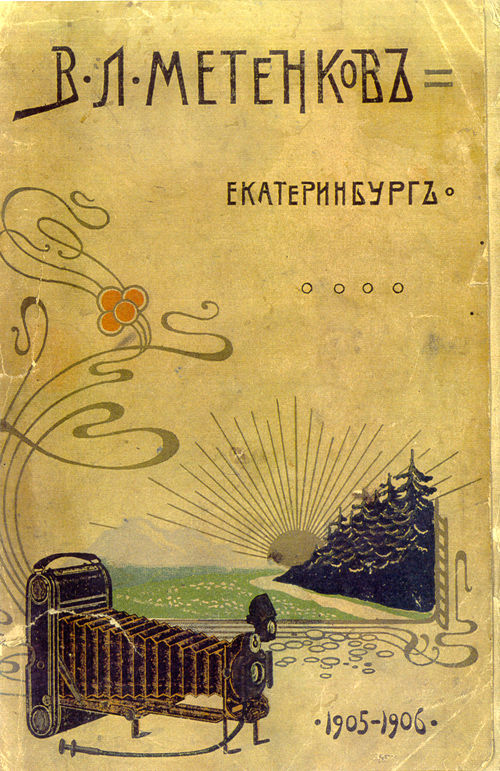

Weniamin Leontjewitsch Metenkow (russisch Вениамин Леонтьевич Метенков; * 25. Märzjul. / 6. April 1857greg. in Miass, Russisches Kaiserreich; † 9. März 1933 in Swerdlowsk, Sowjetunion) war ein Photograph und Unternehmer.

## Leben und Wirken

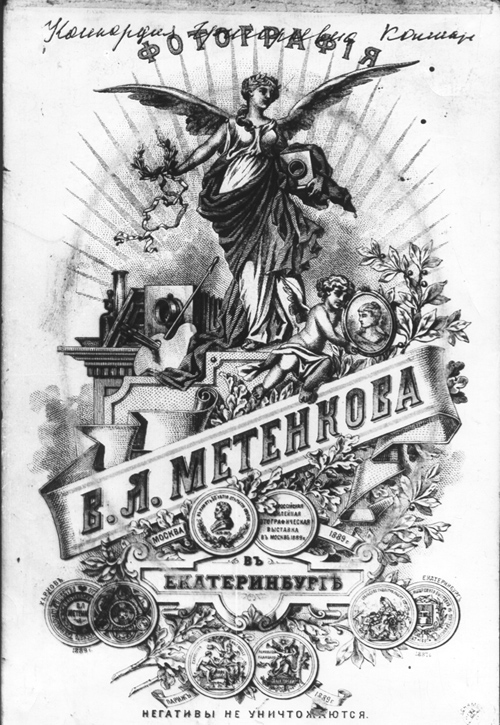

Metenkow wurde 1857 in Miass geboren. Er brachte sich selber das Lesen, Schreiben und Mathematik bei. 1874 erhielt er eine Anstellung als Schreiber in einer Goldmine. Dort lernte Metenkow auch das Fotografieren. 1876 eröffnete er ein erstes Geschäft in Miass.
1883 siedelte er nach Jekaterinburg über. Anfangs machte er vorwiegend Porträts und Photos von Städten, Dörfern und Fabriken des Urals. Im Laufe seines Schaffens erhielt er mehrere Auszeichnungen. 1896 baute er ein Studio und Ladengeschäft in Jekaterinburg auf. Seit 1904 beschäftigte er sich auch mit dem neuen Medium Film und drehte mehrere Dokumentarfilme. Während des Ersten Weltkrieges und der Revolution musste er sein Geschäft schließen und 1919 musste er Jekaterinburg verlassen und nach Tomsk umsiedeln. 1920 wurde sein Haus enteignet und sein Fotoarchiv ging verloren. 1922 kehrte er nach Jekaterinburg zurück.
Es gab Planungen, sein Haus abzureißen; heute ist es jedoch ein Museum. Es wurde am 10. August 1998 eröffnet.

## Auszeichnungen
- 1887 Silbermedaille bei der Sibirien-Ural Industrieausstellung
- 1889 Goldmedaille bei der Ausstellung zum 50. Jahrestag der Photographie in Moskau
- 1889 Goldmedaille bei der Weltausstellung 1889 in Paris[2]

## Rezeption
In der Dokumentation Kuriere und Soldaten, Die Eroberung Sibiriens (3/3) von 3sat reiste Metenkow von Jekaterinburg nach Wladiwostok zunächst auf der Poststraße nach Irkutsk und dann später weiter auf dem Amur zum Baubeginn der Transsibirischen Eisenbahn, um den ersten Spatenstich fotografisch festhalten. Es gibt jedoch keinen Beleg dafür, dass diese Reise tatsächlich stattgefunden hat.